# EC 번호 목록 (EC 4)
EC 번호 목록 (EC 4)(영어: list of EC numbers (EC 4))은 EC 번호의 네 번째 부류인 EC 4 분해효소에 대한 EC 번호 목록이며, 국제 생화학·분자생물학 연합의 명명법 위원회에서 결정한 번호 순서 대로 나열되어 있다. 모든 공식 정보는 위원회의 웹사이트에 표로 정리되어 있다. 데이터베이스는 엔드류 맥도널드(Andrew McDonald)가 개발하고 유지 관리한다.

## EC 4.1: 탄소-탄소 분해효소

### EC 4.1.1:탈카복실화효소
- EC 4.1.1.1: 피루브산 탈카복실화효소
- EC 4.1.1.2: 옥살산 탈카복실화효소

## 같이 보기
- 효소 목록
- EC 번호 목록 (EC 1) (영어판)
- EC 번호 목록 (EC 2) (영어판)
- EC 번호 목록 (EC 3) (영어판)
- EC 번호 목록 (EC 5) (영어판)
- EC 번호 목록 (EC 6) (영어판)
- EC 번호 목록 (EC 7) (영어판)